# Rajd Elmot 1990
Rajd Elmot 1990 – 18. edycja Rajdu Świdnickiego. Był to rajd samochodowy rozgrywany od 25 maja do 28 maja 1990 roku. Była to trzecia runda Rajdowych Samochodowych Mistrzostw Polski w roku 1990. Rajd składał się z siedemnastu odcinków specjalnych. Zespołowo wygrał Autoklub Rzemieślnik Warszawa przed Automobilklubem Podlaskim, trzecie miejsce zajął Automobilklub Dolnośląski.

## Wyniki końcowe rajdu[2][1]
| Miejsce | Kierowca            | Pilot             | Samochód                   | Czas    | Strata | Grupa Klasa |
| ------- | ------------------- | ----------------- | -------------------------- | ------- | ------ | ----------- |
| 1       | Andrzej Koper       | Maciej Wisławski  | Volkswagen Golf II GTi 16V | 1:24:46 | -      | A-13        |
| 2       | Wiesław Stec        | Cezary Klaczyński | Opel Manta 2.0 E           | 1:29:41 | +4:55  | A-13        |
| 3       | Marek Sadowski      | Grzegorz Gac      | FSO Polonez 1500 Turbo     | 1:30:41 | +5:55  | A-13        |
| 4       | Dariusz Poletyło    | Tomasz Szostak    | Toyota Corolla GTI         | 1:31:06 | +6:20  | A-12        |
| 5       | Vitautas Sabataitis | Arunas Bukmanas   | Łada Samara 2108           | 1:31:15 | +6:29  | A-12        |
| 6       | Ryszard Trzciński   | Maciej Hołuj      | Peugeot 205 GTI            | 1:32:24 | +7:38  | N-04        |
| 7       | Krzysztof Hołowczyc | Robert Burchard   | FSO Polonez 1500 Turbo     | 1:32:27 | +7:41  | A-13        |
| 8       | Lesław Orski        | Tomasz Chmiel     | Volkswagen Golf II GTi 16V | 1:33:14 | +8:28  | A-13        |
| 9       | Robert Zaremba      | Karol Chwaleba    | Lancia Delta Integrale     | 1:33:15 | +8:29  | A-13        |
| 10      | Jerzy Dyszy         | Jerzy Substyk     | FSO 1600                   | 1:33:26 | +8:40  | A-14        |